# Fisher-Price
Fisher-Price es una compañía fabricante de juguetes para niños en edad preescolar (menores de 5 años). Son fabricados especialmente para contribuir al aprendizaje de estos.

## Historia
Fisher-Price fue fundada en 1930 por Herm Fisher, Irving Price y Hellen Schelle. En 1961 se crea el Laboratorio de Juguetes de Fisher Price, para que los juguetes pudieran ser probados por los niños. A finales de la década de 1960 fue comprada por Quaker, y en 1993, fue vendida a Mattel Inc. la mayor empresa fabricante de juguetes del mundo.
La empresa, siendo ya filial de Mattel, empezó a presentar versiones infantiles de los juguetes más exitosos de esta compañía. Además, también se lanzó al mercado de licencias, con juguetes de personajes pertenecientes a Plaza Sésamo, Barney, entre otros.

## Productos

### Juguetes
Los juguetes de Fisher-Price se clasifican de acuerdo a las edades del consumidor final:
- 0 a 5 años: Se centran en juguetes para edad preescolar. Estos pueden ser muñecos para bebés, música, diversos artilugios para aprender diferentes cosas como pueden ser las letras, los números o los animales, además de elementos de ayuda para dormir (máquinas de olas, móviles, peluches, etc.).

- 6 a 11 años: Son productos más maduros que permiten el paso a los juguetes que Mattel se encarga de fabricar. De todos modos, éstos presentan versiones más infantiles, resistentes y seguras.

### Otros
También se dedica a crear ropa para bebés, así como lámparas, sillas y otros productos pensados para niños en edad preescolar, a través de la sub marca Baby Gear.